# Félix Balzer
Félix Balzer (4 aprile 1849 – 15 marzo 1929) è stato un medico e patologo francese.

## Biografia
Balzer diede la sua prima descrizione di pseudoxanthoma elasticum nel 1884. Usò il termine "xanthome elastique", ma in seguito si scoprì che non era una forma di xantomatosi. Balzer coniò anche il termine "adénomes sébacés" (adenoma sebaceum) per descrivere l'eruzione del viso come la sclerosi tuberosa. Anche questa volta, questo termine era inesatto, dal momento che le papule non erano né adenoma e nemmeno derivanti dalle ghiandole sebacee.
Tra il 1880 e il 1887, Balzer fu il direttore del laboratorio di istologia presso la facoltà dell'ospedale Saint Louis. È diventato un membro della Académie de Médecine nel 1908. E' stato anche presidente di la Société Française de Dermatologie.

## Opere
- Balzer F, Recherches sur les charactères anatomiques du xanthélasma, in Archives de Physiologie Normale et Pathologique, vol. 4, n. 3, Paris, 1884,  pp. 65-80.
- Balzer F, Dubreuilh W, Observations et recherches sur l'érythrasma et sur les parasites de la peau à l'état normal, in Ann. Derm. Syph., vol. 5, Paris, 1884,  pp. 598–606, 661–666.
- Balzer F, Ménétrier P, Étude sur un cas d’adénomes sébacés de la face et du cuir, in Archives de Physiologie Normale et Pathologique, vol. 6, n. 3, Paris, 1885,  pp. 564-76.
- Balzer F, Grandhomme, Nouveau cas d’adénomes sébacés de la facea, in Archives de Physiologie Normale et Pathologique, vol. 8, Paris, 1886,  pp. 93-96.
- Balzer F, Maladies vénériennes. Nouveau traité de médecine et de thérapeutique, Paris, J.-B. Baillière et Fils, 1906,  pp. 469-501.